# شیرین‌کاری کارآگاه گجت
شیرین‌کاری کارآگاه گجت یا بزرگترین شیرین‌کاری کارآگاه گجت (به انگلیسی: Inspector Gadget's Biggest Caper Ever) یک انیمیشن سینمایی در ژانر کمدی و ماجراجویی به کارگردانی ازکیل نورتون است که برای اولین بار در ۶ سپتامبر ۲۰۰۵ به صورت دی‌وی‌دی عرضه شد. از صداپیشگان این انیمیشن می‌توان به موریس لامارچ، برنی مک، تیگن موس و برایان دراموند اشاره کرد. همچنین این انیمیشن، اولین انیمیشن سه بعدی و کامپیوتری کارآگاه گجت محسوب می‌شود.

## داستان
داستان انیمیشن درباره دکتر کلاو است که از زندان شهر فرار کرده و به کمک فردی به نام بمبک قرار است تخم پرنده ای ماقبل تاریخ که به تازگی توسط گجت کشف شده را بدزد تا به جهان حکومت کند.

## بازخوردها
این انیمیشن در کل موفقیت خوبی واقع نشد و منتقدین از داستان خسته کننده و تکراری و شخصیت پردازی های سطحی انتقاد کردند که باعث شد در سایت راتن تومیتوز، نمره ۴۲ از ۱۰۰ کسب کند. همچنین قرار بود که قسمت دوم این انیمیشن ساخته شود که بخاطر عدم استقبال مخاطبان، کنسل شد.